# Marché halal au Québec
 (décembre 2019).
Le mot halal désigne ce qui est licite dans l'islam, en opposition à ce qui est haram (c’est-à-dire interdit). Plus précisément, « le terme halal fait partie d'une série de cinq catégories, signifiant ce qui est licite ou, plus précisément, ce qui n'est pas interdit, réprouvé, commandé ou obligatoire. En d'autres termes, tout produit peut potentiellement devenir halal ». Florence Bergeaud-Blackler, une référence en matière de marché halal, distingue au moins deux grands usages : l'usage savant (halal théologique) et l'usage commercial (halal comme qualité). Dans cet article, nous aborderons la marchandisation des produits alimentaires halal au Québec. Nous nous concentrerons sur la certification, le débat qui a eu lieu dans l’actualité québécoise (en se basant sur la presse écrite) et le phénomène économique lié à la production halal.

## Certifications halal Québec et Canada
En avril 2016, les médias annoncent que le gouvernement fédéral va faire un pas dans la direction d'une réglementation des produits halal.

### Le Halal dans le Coran et dans la religion musulmane
Il y a deux passages dans le coran qui mentionnent de la nourriture licite: « Ô vous, les hommes ! Mangez ce qui est licite et bon sur la terre ; […] » Sourate II, verset 168 ; « Ô vous qui croyez ! Ne déclarez pas illicites les excellentes nourritures que Dieu vous a permises. Ne soyez pas les transgresseurs. – Dieu n’aime pas les transgresseurs – Mangez ce que Dieu vous a accordé de licite et de bon. Craignez Dieu, puisque vous croyez en lui ! » Sourate V, verset 87 et verset 88.
Dans la sourate V, la traductrice (Masson) utilise le terme halal comme une opposition du terme haram. Masson explique que le terme halal fait aussi « [a]llusion à l'usage, courant en Arabie, de suspendre au cou des animaux choisis pour être sacrifiés des courroies de cuir, des cordons ou des guirlandes indiquant leur destination […] »..
Dans l'Islam, il existe cinq catégories dites de l'action. Bergeaud-Blackler énumère les cinq catégories et leur trouve un équivalent en langue française. « [...] l'éthique islamique adopte [...] vers le IXe siècle, un système de catégorisation des actes, [...] qui est désigné par al-aḥkām al-khamsa, les cinq catégories de l'action. Cette échelle distingue : 1° l'obligatoire (wājib); 2° le recommandé (mandūb); 3° le licite/indifférent (mubāh ou jāٰiz); 4° le répréhensible (makrūh) ; 5° l'interdit (ḥarām). Au milieu de cette échelle, mubāḥ peut se traduire par « neutre » et désigne ce sur quoi rien n'est dit, qui est licite par nature. ».

### Avant la certification
Avant qu'il y ait une réglementation au Canada sur les produits halal, il n'y avait pas de vérification faite lorsqu'une compagnie apposait le terme halal sur leurs produits. En 2012, dans le journal Le Soleil, il y a un article écrit par Jean-Marc Salvet sur l'insistance du Québec auprès du gouvernement fédéral sur l'identification des produits halal. En effet, Salvet explique alors que le gouvernement provincial trouve qu'il y a une urgence dans le problème de l'étiquetage des produits halal. L'article mentionne aussi qu'à l'époque l'Agence canadienne d'inspection des aliments (ACIA) cherchait une façon de règlementer le marché halal. Dans un article paru dans La Presse en 2011, il était déjà question que l'ACIA règlemente le marché halal.

### La certification halal
Le 23 avril 2014, le gouvernement du Canada et plus précisément l'ACIA ont publié un avis de modification du règlement sur les produits de consommation halal. À partir de cette date, le nom de l'organisme de certification halal doit être inscrit sur l'emballage des produits concerné. Ce règlement (règlement sur les aliments et drogues) fût de nouveau modifié le 9 mars 2016. En effet, Ottawa publia un nouvel avis à l'effet qui est différent sur trois points comparé au précédent. D'abord, « [à] compter du 5 avril 2016, les nouvelles exigences relatives à l'étiquetage et à la publicité concernant les produits halal seront appliquées à la suite d'une période de transition de deux ans. » Ensuite, comme dans la modification précédente, le nom de l'organisme doit être inscrit, mais cette fois-ci on ajoute un « ou » pour le nom de la personne qui aurait certifié les aliments. Pour terminer, l'utilisation du terme halal sur les aliments devient facultative.

## Le halal dans l'actualité québécoise
La nourriture halal a fait la manchette[Quoi ?] au Québec à plusieurs reprises. L'année 2012 a été particulièrement prolifique sur cette question-là. En effet, un grand débat fût lancé lorsque le 14 mars 2012 Le Journal de Montréal publia un article intitulé Tous les Québécois mangent halal. Ce fut le début d’une grande médiatisation sur les techniques d'abattage rituel, mais aussi sur la demande dans l'opinion publique et de la part du gouvernement provincial d’une réglementation sur l’étiquetage des produits halal.

### Polémiques de 2012
Tout a effectivement commencé avec l'article mentionné plus haut pour le Québec, mais en fait le débat partait de plus loin. La polémique sur l'abattage rituel en France avait débuté environ un mois plus tôt le 16 février 2012 en France. La France était alors en campagne présidentielle et un reportage de France 2 avait débuté le débat. C'est Marine Le Pen, la candidate du Front national qui avait vraiment lancé un débat plus large deux jours plus tard sur la scène publique,.
Au Québec, bien que la question ait fait couler beaucoup d'encre, la question a été reléguée au second rang étant donné que c'était en pleine grève étudiante et en plein cœur de ce qui fût surnommé le printemps érable. Cependant, la question a quand même été au cœur d'un débat journalistique. Le débat s'est scindé en deux parties : une fois au printemps, puis une fois à l'automne.

#### Printemps 2012
Après l'article « Tous les Québécois mangent halal », Paul Journet a écrit un article dans La Presse. Cet article présentait entre autres la position du Parti québécois sur l'abattage rituel dit halal dans la province de Québec. Sans prise de position, le journaliste écrivait que la raison pour laquelle le parti Québécois voulait à tout prix que l'abattage soit encadré était pour des raisons de cruauté animale. En effet, dans la mise à mort de l'animal pour la production halal, le cou de l'animal doit être sectionné pour que l'animal se vide de son sang. Le Parti québécois se défendait de vouloir faire un débat sur l'identité.
Puis, dans La Presse du 16 mars 2012, il y avait un texte d'opinion de la chroniqueuse Rima Elkouri. Dans la même édition de La Presse, une collègue de la chroniqueuse avait utilisé le sujet du débat halal pour soulever le problème de l'élevage industriel. Alors, Elkouri avait en 2012 critiqué fortement l'alarmisme de la population (soulevé par les médias entre autres) devant ce sujet d'actualité. Elle avait entre autres accusé le député péquiste de l'époque André Simard qui avait déclaré auparavant que l'abattage selon les rites halals ne correspondait pas aux « valeurs du Québec ». Elkouri avait alors écrit ceci: « Quand le député péquiste André Simard invoque dans un débat sur l'abattage les « valeurs du Québec », j'en ai la nausée. Quelles sont donc les valeurs qu'il défend ici? Je regrette, mais exploiter la xénophobie en se cachant derrière le paravent du bien-être animal n'est pas à mon sens une valeur québécoise. » La chroniqueuse avait aussi noté dans son texte que les entreprises qui prenaient la décision de passer à la production halal le fessaient en fait pour des raisons économiques. Les raisons religieuses étant reléguées au second rang et parfois ne faisant même pas parties de l'équation.
Il y eut aussi un article quelques jours plus tard sur la question écrit par Alain Dubuc (toujours dans La Presse). Encore une fois ici, il s'agit d'un texte d'opinion est la position est similaire à celle de la chroniqueuse Rima Elkouri. Il souligne dans son texte que: « [l]e député [André Simard] dit que les règles sanitaires canadiennes ne seraient pas respectées. Ce n'est pas le cas. » Il critique aussi André Simard pour la déclaration qu'il avait faite en conférence de presse à l'époque: « un accommodement déraisonnable » Dubuc avait alors répondu dans son entrefilet : « En fait, ce n'est même pas un accommodement. Car ce concept suppose une concession en faveur d'une minorité. Dans ce cas-ci, la production de poulets halal est une activité commerciale d'Olymel. Le fait d'étendre la production à d'autres marchés n'est pas une réponse à une exigence de musulmans, mais une décision d'affaires de l'entreprise. » Il poursuit dans le paragraphe suivant en critiquant l'idée de l'étiquetage de la viande halal. Pour lui: « [l]a seule utilité ce serait d'informer ceux qui auraient une aversion idéologique pour ces produits. »
Puis en opposition à ces deux textes d'opinion, Jean-François Lisée qui était alors chroniqueur pour L'Actualité avait lui aussi rédigé un texte d'opinion sur le sujet. Le 16 mars 2012, Lisée avait alors écrit un texte qui pourrait se résumer comme suit. Tout d'abord il avait divisé les différents aspects du débat qui selon lui était un « débat identitaire ». Sa position face à cette question était assez claire: il trouvait que l'on devrait effectivement obliger l'étiquetage des produits halal et que le consommateur avait le droit de savoir ce qu'il mangeait. Il était dans la même ligne d'opinion que le Parti québécois. Il faut quand même souligner que Jean-François Lisée deviendra chez du Parti québécois à son tour en 2016.

#### Automne 2012
La polémique réapparu dans les médias à l'automne. Le Parti québécois avait remporté le 19 septembre les élections provinciales, le débat sur l'identité québécoise ayant été très présent dans l'actualité durant toute la période où ce gouvernement fût au pouvoir. Ces deux faits expliquent peut-être pourquoi le débat sur l'abattage halal et sont étiquetage est revenu à ce moment sur le devant de la scène médiatique.
À l'automne 2012, le journaliste Stéphan Dussault dénonçait, dans le Journal de Montréal, le fait que la production de viande halal représentait 8 % au Québec quand la population musulmane ne représentait que 2,5 %. Dans son article il citait André Forget le directeur de l'abattoir Jacques Forget. Ce dernier disait que la raison pour laquelle plusieurs entreprises décident d'avoir une production exclusivement est que la gestion est alors moins compliquée puisque la séparation des produits n'a pas besoin d'être faite. Dans son article, Dussault se référait aussi à un universitaire de l'Université du Québec à Chicoutimi, Khadiyatoulah Fall. Il disait que celui comme d'autres musulmans était prêt à faire des concessions sur l'abattage rituel.
Le 22 octobre, dans un texte d'opinion publier dans le Journal de Montréal, Marie-Laurence Nadeau affirmait qu'elle était contre le fait de manger halal à son insu et plus précisément contre le fait de manger halal. Elle évoque la question de la cruauté animale. Surtout à cause de la façon dont les animaux sont mis à mort dans le rite halal musulman. Elle concluait son article de la façon suivante : « Il est grand temps que les deux paliers de gouvernement prennent ce problème très au sérieux une fois pour toutes. Je suggère l'étiquetage de la viande en fonction de la méthode d'abattage. De cette façon, je n'aurais pas dans mon assiette de la viande halale, parce que je désapprouve au plus haut point cette façon cruelle et barbare d'abattre un animal. »
Le 23 octobre, dans un entrefilet, cette fois-ci dans Le Devoir, Fabien Déglise, revient sur des chiffres donnés quelques jours auparavant dans le Journal de Montréal. Il en vient à la conclusion que le problème ce n'est pas comment l'animal est abattu qui dérange vraiment, mais c'est le fait que ce soit différent de « Nous ». Le journaliste expliquait qu'avec le débat sur les accommodements raisonnables au Québec, cette question du « Nous » et de l'Autre est au centre de la question. Dans cet entrefilet, Déglise en profite pour parler de tous les partis politiques européens qui ont utilisé la question de la viande halal pour gagner un électorat d'extrême droite. Il conclut avec une comparaison entre biodiversité et société en disant que l'on devrait s'inspirer de la biodiversité dans nos sociétés.
Puis, le lendemain le 24 octobre un autre article fût publié dans La Presse cette fois, sur le sujet. La journaliste Marie Allard en était l'autrice. Son article s'intéressait à la déclaration d'un professeur de l'Université Cornell. Joe Regenstein avait en effet déclaré : « [s]'il est bien fait, l'abattage rituel n'est pas inhumain. » Il considère même que c'est la meilleure façon de tuer un animal. Regenstein avait aussi ajouté ceci: « Je pense que la plupart des critiques qui remettent en question en question le bien-être des animaux au moment de l'abattage religieux se basent sur de mauvaises données scientifiques ou sur des considérations politiques, sans rapport avec le bien-être animal ».
Le 26 octobre, un article paru dans Le Soleil expliquait la prise de position du gouvernement québécois sur la question halal. À l'époque, le ministre de l'Agriculture, des Pêcheries et de l'Alimentation du Québec était François Gendron. Il avait déclaré en octobre 2012 vouloir écrire au gouvernement fédéral sur la question de l'étiquetage de la viande halal. Il était à cette époque appuyez autant par partie Coalition Avenir Québec (CAQ) et par le Parti libéral du Québec dans sa démarche. Salvet écrivait ceci : « [l]e ministre François Gendron ne court aucun risque politique dans cette affaire. Bien au contraire. Les Québécois sont massivement en faveur de l'étiquetage obligatoire des produits halal et casher. Ils ne sont pas nécessairement opposés à en consommer; ils veulent éviter d'en acheter à leur insu, indiquent les enquêtes d'opinion. »

### Depuis 2018
En octobre 2018, le Québec est en période électorale. La CAQ remportera les élections. Après leurs élections ce gouvernement met de l'avant un projet de loi sur la laïcité de l'État. La minorité religieuse la plus touchée par cette loi et dans le traitement de la loi par les médias sont les musulmans[réf. nécessaire]. 
Le 20 janvier 2019, un article de Radio-Canada parlait d'un abattoir de l'Outaouais qui cherchait des employés musulmans pour tuer les animaux. Cette recherche avait fait réagir sur les réseaux sociaux étant donné la demande spécifique à une appartenance religieuse. L'agronome et président de l'Abattoir avait expliqué qu'il ne s'agissait pas de discrimination, mais bien d'une spécificité dû à la production de viande halal.
Puis, le 5 mars 2019, un autre article sur le sujet halal a été publié dans La Presse cette fois-ci. Un groupe Facebook (Pas de religion dans nos assiettes) avait décidé de distribuer des pamphlets à Montréal encourageant les gens à acheter des produits de la Laiterie Chagnon parce qu'ils n'ont pas de certification religieuse. La Laiterie Chagnon c'est alors empressé de dire qu'elle n'avait aucune association avec le groupe.

## Le halal phénomène économique
Beaucoup d'ouvrages ont été écrits dans les dernières années sur la question. En effet, le commerce halal est en pleine expansion depuis le début du XXIe siècle ce qui a créé une forte production d’articles et d’ouvrages sur la question financière du marché halal. Florence Bergeaud-Blackler entre autres a écrit plusieurs ouvrages et articles sur la question. En 2017, elle écrivait : « […]sa puissance économique serait estimée à 1 300 milliards de dollars par an. » Elle explique aussi la théorie que : « […] les produits halal sont nés marchandises.» D’ailleurs cette idée est reprise par plusieurs autres auteurs, qui souvent citent Bergeaud-Blackler. Aujourd'hui des grandes entreprises comme Nestlé font du commerce halal, c'est-à-dire que leur produit ou une partie de ceux-ci sont halal. Le Canada et le Québec ont depuis quelques années emboitées le pas en produisant certains biens de consommation certifiés halal. La question de l'abattage rituel a d'ailleurs été traitée plus haut dans cet article. L'impact économique de ce nouveau marché est immense et mondial. Le marché halal est un phénomène d'abord économique et « [...] un exemple de la manière dont les recompositions de l'islam se font par des pratiques de consommation et à l'intérieur d'une matrice définie par le consumérisme. ».

### Le marché halal en quelques chiffres
Le marché mondial halal ne cesse d'augmenter. Un des points qui fait que le marché grandit sans cesse est que « [l]es pays du Moyen-Orient [...]importent 80% de leur nourriture. » Selon un rapport du cabinet Dinar Standard paru à l'automne 2019, le marché risque de croître pour au moins les cinq prochaines années. Ce qu'il faut d'abord comprendre c'est que le marché islamique compte en ce moment 1,8 milliard de consommateurs. Entre 2017 et 2018, le marché a augmenté de 100 milliards de dollars américains. Pour bien comprendre, il faut tout de même préciser qu'il s'agit du montant représentant tous les produits halal. Pour être exact cela veut dire : l'halal alimentaire, l'habillement, les médias et le secteur du divertissement, le tourisme, la pharmaceutique et les cosmétiques. Si l'on prend seulement le marché alimentaire des produits halal, le total des recettes s'élève à 1369 milliards de dollars américains mondialement avec une prévision pour 2024 de 1972 milliards de dollars américains. En 2008, c'était l'Australie et la Nouvelle-Zélande qui dominaient le marché de la viande halal.

### Impact économique du commerce halal pour le Canada et le Québec
Au Québec et au Canada des données exactes, de la valeur du marché halal pour l'économie est difficile à trouver. Les chiffres disponibles sont souvent mondiaux. En 2017, le marché halal canadien était estimé à environ 1 milliard de dollars,. Les prévisions étaient alors que les recettes tripleraient dans les vingt années à venir. Le marché était alors en croissance de 10 à 15 % par année,. Selon le site Internet de l'Expo hala du Canada de l'édition de 2020, le marché halal canadien est présentement estimé à 1,2 milliard de dollars américain.
Il faut quand même souligner que malgré la croissance du marché autant à l'international qu'à l'échelle du Canada et de la province de Québec, ce n'est pas tous les secteurs alimentaires qui prennent la décision de suivre le mouvement. En effet, en 2013, un rapport commandé par les producteurs cunicole du Québec est paru. Ce rapport de la firme Marcon concluait que : « Dans cet environnement, le marché du lapin halal ne semble pas présenter une opportunité pour la filière cunicole québécoise. Le lapin halal du Québec serait continuellement à risque vis-à-vis de concurrents internationaux. [...]Dans le contexte actuel, il est peu probable que l'investissement sur le marché halal puisse représenter une stratégie profitable pour les producteurs de lapins du Québec. »

### Entreprises qui font du commerce halal
Plusieurs entreprises à travers le monde ont décidé de profiter de la croissance économique liée à la création du marché halal. « Des géants de l'alimentation comme Nestlé sont aujourd'hui à la pointe du développement de l'halal (les multinationales contrôlent 90% du marché), en partenariat avec des pays à majorité musulmane comme la Malaisie. » Les grandes entreprises un peu partout sur la planète qui ont une place sur le marché de produits halal sont, entre autres, Olymel, Nestlé, Cargill, Nema Food Company, Midamar, Namet Gida, Banvit Meat and Poultry, Al Islami Food, BRF, Unilever, Kawan Foods, QL Foods, Ramly Food Processing, China Haoyue Group, Arman Group, Hebei Kangyuan Islamic Food, Tangshan Falide Muslim Food et Allanasons Pvt.

#### Entreprises québécoise et canadienne qui font du commerce halal
Il y a aussi des entreprises sur le territoire québécois qui font du commerce halal. Les petites entreprises qui essaient de participer à l'accroissement économique de leur région par le marché halal sont nombreuses. Certaines de ces entreprises ont essayé le marché et leur entreprise n'a pas fonctionné. Voici quelques entreprises québécoises qui ont essayé depuis le début du siècle de faire leur place dans le jeu du marché halal québécois et canadien.
Maple Lodge Farms une entreprise ontarienne a lancé en 2003 Zabiha halal une gamme de produits certifiés halal.
En décembre 2000, Jacques Forget de l'abattoir J. Forget déclarait qu'il laissait des musulmans venir abattre des veaux une fois par semaine pour leur boucherie selon les rites halal.
En 2007, un article était publié dans La Presse concernant la ville d'Asbestos et l'idée d'une gamme de repas prêts à manger halal. L'idée de cette gamme de produits vient de Majid Rahmouni. En 2005, il avait acheté la boucherie Proulx un commerce qui avait vu le jour dans les années 1930. Puis, l'idée de lancer la marque de repas Kenzi a germé. À l'époque des plats préparés surgelés ou non, était disponible à la petite boucherie d'Asbestos. Aujourd'hui aucune information récente ne semble disponible sur l'entreprise.
Encore en 2007, un article avait été publié dans un journal local anglophone de Sherbrooke (The Record), concernant l'entreprise Écolait. En 2001, l'entreprise de Saint-Hyacinthe décide de convertir une partie de production de veau au marché halal. À l'époque, l'entreprise québécoise voyait une opportunité sur le marché étant donné qu'il y avait eu des cas de vache folle répertoriés en Europe. Ce qui signifie que les marchés étaient alors fermés pour cette raison à l'exportation de viande en provenance de l'Europe. En seulement deux ans, l'entreprise vendait 80% de sa production halal à l'Arabie Saoudite. Ils ont alors décidé de transformer la quasi-totalité de leur production de veaux pour le marché halal.